# Gouden Driehoek (Zuidbroek)
Gouden Driehoek is een bedrijventerrein en wijk in Zuidbroek, Midden-Groningen.

## Bedrijfsvestiging[1]
| Wijk                             | Wijk                             | Bedrijfsvestigingen, SBI 2008 | Bedrijfsvestigingen naar activiteit A Landbouw, bosbouw en visserij | B-F Nijverheid en energie | G+I Handel en horeca | H+J Vervoer, informatie en communicatie | K-L Financiële diensten, onroerend goed | M-N Zakelijke dienstverlening | R-U Cultuur, recreatie, overige diensten |
| Wijk                             | Wijk                             | aantal                        | aantal                                                              | aantal                    | aantal               | aantal                                  | aantal                                  | aantal                        | aantal                                   |
| -------------------------------- | -------------------------------- | ----------------------------- | ------------------------------------------------------------------- | ------------------------- | -------------------- | --------------------------------------- | --------------------------------------- | ----------------------------- | ---------------------------------------- |
| Bedrijventerrein Gouden Driehoek | Bedrijventerrein Gouden Driehoek | 90                            | 0                                                                   | 30                        | 35                   | 5                                       | 10                                      | 10                            | 0                                        |

Dorpen: Borgercompagnie · Foxhol · Froombosch · Harkstede · Hellum · Hoogezand · Kiel-Windeweer · Kolham · Kropswolde · Luddeweer · Meeden · Muntendam · Noordbroek · Overschild · Sappemeer · Scharmer · Schildwolde · Siddeburen · Slochteren · Steendam · Tripscompagnie · Tjuchem · Waterhuizen · Westerbroek · Woudbloem · Zuidbroek

Buurtschappen: Achterdiep · Akkereinden · Ayngehorn · Beneden Veensloot · Blokum · Bokhörn · Borgweg · Boven Veensloot (deels) · Bovenhuizen · Bovenstreek · Buitenhuizen · Denemarken · Drukkebuurt · Duurkenakker · Eelshuis · Foxham · Foxholsterbosch · Gaarland · Gaarveen · De Hammen · Den Ham · Hamweg · Heerenlaan · Heidenschap · De Hole · Huisweeren · Jagerswijk · Kalkwijk · Kiel · Klein Harkstede (deels) · Kleinemeer · 't Klooster · Korengarst · Kostverloren · Lageland · Langewijk · Leentjer · Lula · Medumertol · Nieuwe Compagnie · Noordbroeksterhamrik · Noordbroeksterveen · Oosterweeren · Oostwold · Oude Verlaat · De Paauwen · Roeksweer · Ruiten · Schaaphok · Schildland ·  Siddebuursterveen · Spitsbergen · Stootshorn · Tusschenloegen · Tussenklappen · Uiterburen · Uitham · Veendijk · Het Veen · 't Veen · Veenhuizen · Vossenburg · Weereweg · Westeind · Wilderhof · Windeweer · Winkelhoek · Wolfsbarge · De Zanden · Zandwerf · Zuiderveen 

Wijk: Gorecht · Gouden Driehoek · Martenshoek · Meerwijck · Ruitershorn · Rengerspark · Sappemeer-Noord · De Vosholen · Woldwijck · Zuiderpark

Groningen: Steden en dorpen      Nederland: Provincies · Gemeenten